# Backflip
"Backflip" (tiếng Việt: "Quay đầu") là đĩa đơn thứ hai từ album This Is My Time của ca-nhạc sĩ người Mĩ Raven-Symoné được phát hành trên Radio Disney vào ngày 28 tháng 7 năm 2004.

## Video ca nhạc
Video ca nhạc của ca khúc được đạo diễn bởi Sanaa Hamri, và được trình chiếu trên chương trình của kênh BET, Access Granted vào ngày 25 tháng 8 năm 2004. Video còn được quảng bá dày đặc bởi kênh Disney Channel, BET và MTV. Michael Copon trong video này đóng vai bạn trai của Raven.

## Danh sách ca khúc
1. "Backflip" - 3:53
2. "Backflip" (Call Out Hook)[4][1] – 0:31